# 南紗椰
南 紗椰（みなみ さや、3月16日生まれ）は、日本のシンガーソングライター。

## 人物・来歴
兵庫県出身。東京にて芸能活動開始。撮影会モデル、ラウンドガール、アイドルユニットなどの活動後、2013年に事務所を離れシンガーソングライターとして活動開始。
2014年都内にて初のワンマンライブを開催。
2015年南青山MANDALAにて2度のワンマンライブを開催。
劇団チーム・ギンクラ 舞台挿入歌
「Bスタジオを封鎖せよ」2015/中野MOMO  他
多方面で楽曲制作、提供
関東を拠点とし、東海、関西、九州、東北など各地でライブ活動を行う。